# Stonewall (2015)
Stonewall ist ein US-amerikanischer Historienfilm über die Geschichte des Aufstands in der New Yorker Christopher Street gegen die Polizei im Sommer 1969, bei dem sich erstmals eine größere Gruppe von Homosexuellen im Stonewall Inn der Verhaftung widersetzte. Der Film erzählt die Ereignisse aus der Sicht der fiktiven Figur Danny Winters. Regie führte Roland Emmerich, das Drehbuch stammt von Jon Robin Baitz. Stonewall feierte am 18. September 2015 im Rahmen des 40. Toronto International Film Festivals seine Weltpremiere. Der Film kam am 25. September 2015 in die US-Kinos und startete am 19. November 2015 in Deutschland, dem Herkunftsland des Regisseurs. In Österreich und der Schweiz wird er nicht regulär im Kino zu sehen sein.

## Handlung
Nach einem aufgedeckten Oralsex mit seinem bisexuellen Freund Joe wird Danny Winters von seinen Eltern verstoßen und flieht aus der amerikanischen Provinz nach New York, wo er sich ein befreites schwules Leben erhofft. Winters findet sich in den Wilden Sechzigern New Yorks wieder, in welchen es von korrupten Polizisten und obdachlosen Jugendlichen nur so wimmelt. Ohne Geld und feste Bleibe freundet er sich mit einer Gruppe von Straßen-Kids an, die weitgehend aus sich prostituierenden Dragqueens, Schwulen und Lesben bestehen. Sie zeigen ihm auch ihre Stammkneipe, das Stonewall Inn. Hier lernt Danny den undurchsichtigen Besitzer des Clubs, Ed Murphy, kennen. Das Stonewall Inn wird von der Mafia betrieben und ist alles andere als ein sicherer Aufenthaltsort. Ein Transvestit aus der Gruppe seiner neuen Freunde verliebt sich hierbei unglücklich in Danny. Ebenso ein charmanter LGBT-Aktivist, der später wiederum Danny enttäuscht. Als Danny und seine Freunde wiederholt von der Polizei diskriminiert, grausam schikaniert und belästigt werden, machen die Gäste des Clubs ihrem Ärger darüber Luft und werfen ein Fenster ein. Diese Tat stößt ein Umdenken an und löst einen Aufruhr aus. Der Kampf für die Gleichberechtigung beginnt. Danny erlebt aber nicht nur den Stonewall-Aufstand mit, sondern auch 1970 den ersten offiziellen Gay-Pride-Marsch.

## Hintergrund
Mit Stonewall will Emmerich die Geschichte des 1969er Aufstands darstellen, um dieses denkwürdige Ereignis einer jüngeren Generation von Schwulen nahe zu bringen. Emmerich orientierte sich hierbei bildästhetisch an den Fotoaufnahmen, die es vom Aufstand in der Christopher Street gab. Die Bedeutsamkeit der erzählten Geschichte sieht Emmerich darin, dass es damals in New York ein paar Menschen gab, die völlig verrückt wirkten, aber durch einen Aufstand die ganze Welt veränderten.
Die ersten gewalttätigen Auseinandersetzungen fanden in der Nacht vom 27. Juni zum 28. Juni 1969 statt, als Polizeibeamte eine Razzia im Stonewall Inn in der Christopher Street an der Ecke der 7th Avenue in Greenwich Village durchführten. Die Bar war bekannt für ihr homosexuelles und Transgender-Publikum.
Wegen der Darstellungen von Sex und Gewalt, dem gezeigten Konsum von Drogen und vulgärer Ausdrücke erhielt Stonewall ein R-Rating. Es ist der erste Film mit internationaler Besetzung, der das Thema Homosexualität in die US-Kinos bringt, nachdem in den USA die höchstrichterliche Entscheidung zur Rechtmäßigkeit der gleichgeschlechtlichen Ehe fiel. Experten glaubten daher an gute Chancen für Emmerich, bei den Oscar-Verleihungen berücksichtigt zu werden.

## Produktionsgeschichte

### Besetzung
Am 9. April 2014 kam Jeremy Irvine zur Crew (als Protagonist Danny Winters), am 3. Juni 2014 Jonathan Rhys Meyers (als Winters’ Freund Trevor), Ron Perlman (als Stonewall-Inn-Besitzer Ed Murphy) und Joey King (als Phoebe). Caleb Landry Jones übernimmt in Stonewall die Rolle von Orphan Annie. Die Rolle des Seymour Pine wurde mit dem kanadischen Film- und Theaterschauspieler Matt Craven besetzt. Weitere Rollen gingen an die kanadischen Schauspieler Atticus Mitchell, David Cubitt und die kanadische Daytime-Emmy-Award-Gewinnerin Joanne Vannicola.
King hatte bereits 2013 in White House Down mit Emmerich zusammengearbeitet.

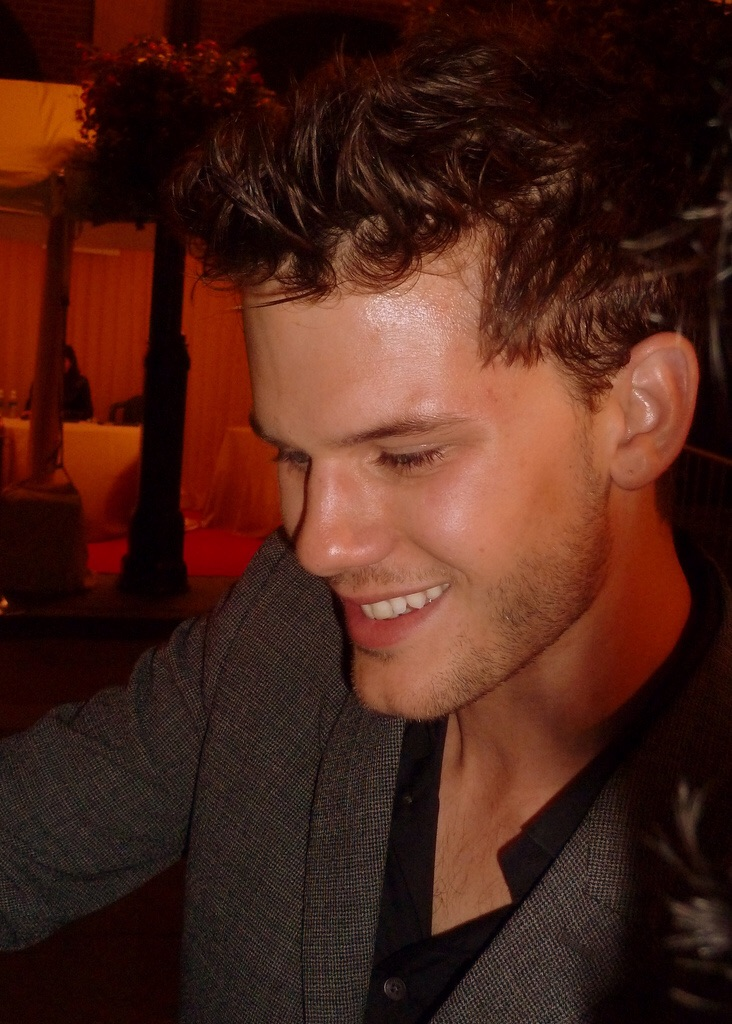
Jeremy Irvine (2012)
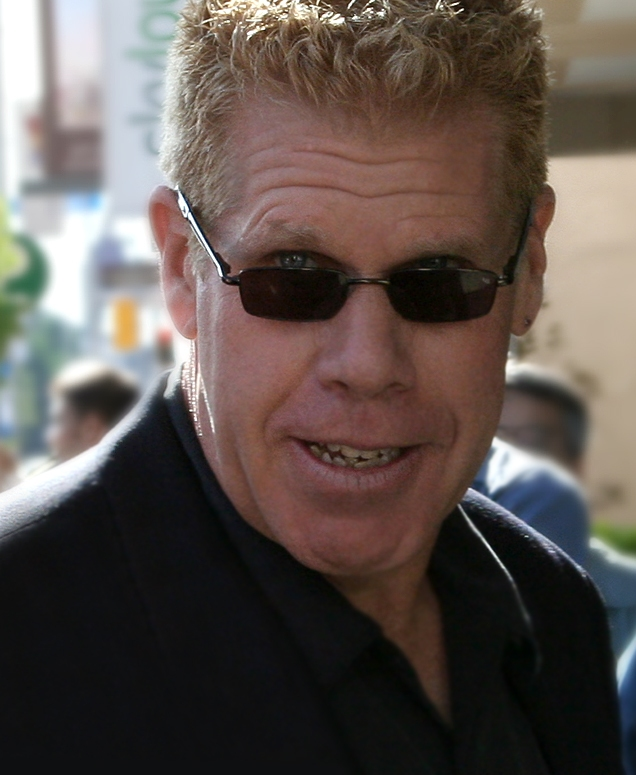
Ron Perlman (2006)
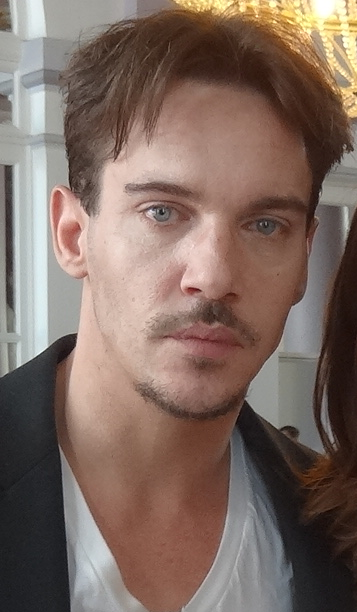
Jonathan Rhys Meyers (2013)
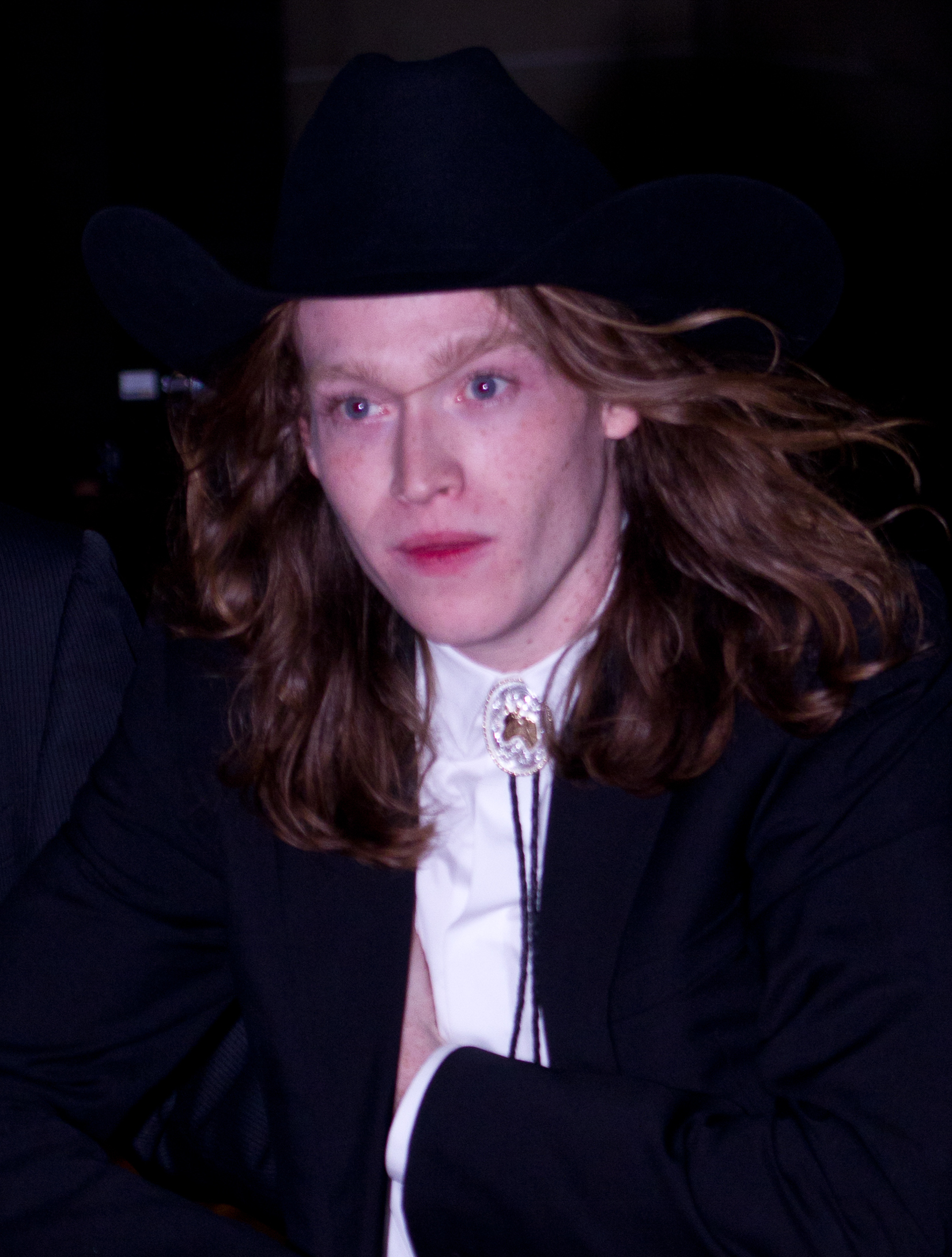
Caleb Landry Jones (2012)
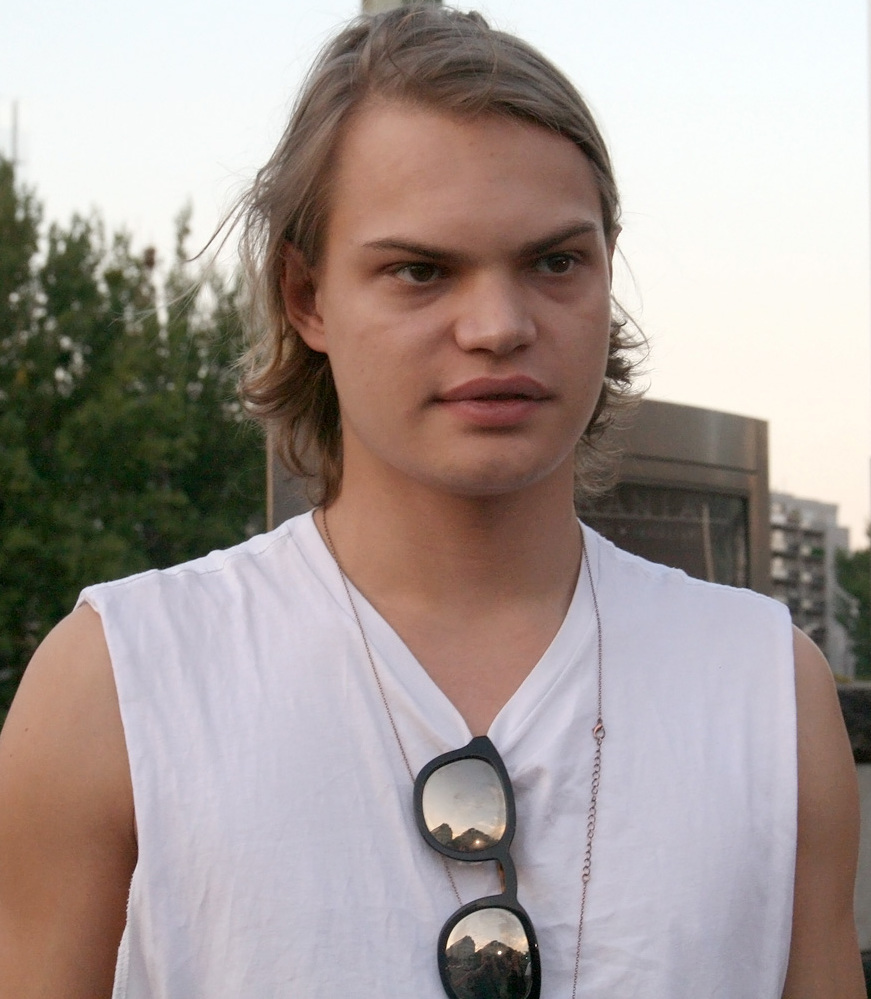
Wilson Gonzalez Ochsenknecht (2012)
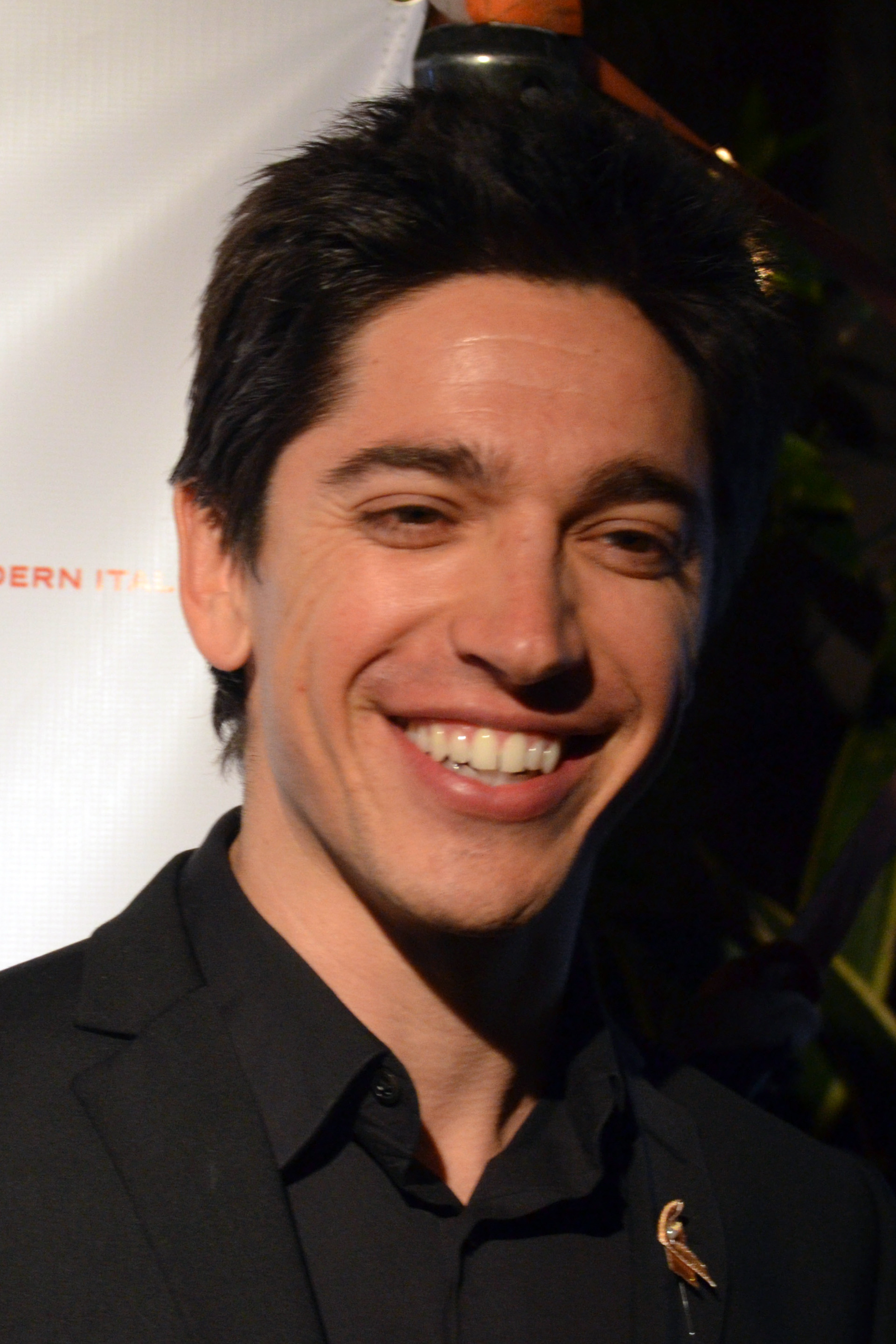
Yan England (2013)

### Dreharbeiten
Am 31. März 2014 wurde bekannt, dass der Film in Montreal gedreht wird. Die Dreharbeiten begannen dort am 3. Juni 2014.

## Synchronisation
Die Synchronisation des Films wurde bei der RC Production nach einem Dialogbuch von Alexander Löwe unter der Dialogregie von Marius Clarén erstellt.
| Rolle             | Darsteller                   | Synchronsprecher     |
| ----------------- | ---------------------------- | -------------------- |
| Danny Winters     | Jeremy Irvine                | Raúl Richter         |
| Ed Murphy         | Ron Perlman                  | Tilo Schmitz         |
| Trevor            | Jonathan Rhys Meyers         | Norman Matt          |
| Phoebe Winters    | Joey King                    | Giovanna Winterfeldt |
| Orphan Annie      | Caleb Landry Jones           | Dirk Stollberg       |
| Seymour Pine      | Matt Craven                  | Stephan Schwartz     |
| Matthew / Matt    | Atticus Mitchell             | Till Völger          |
| Ray Castro        | Jonny Beauchamp              | Arne Stephan         |
| Coach Winters     | David Cubitt                 | Frank Röth           |
| Fat Tony          | Mark Camacho                 | Sven Brieger         |
| Sam               | Joanne Vannicola             |                      |
| Joe Altman        | Karl Glusman                 | Marios Gavrilis      |
| Joyce Winters     | Andrea Frankle               | Marion Elskis        |
| Big Daddy         | Kwasi Songui                 | Axel Lutter          |
| Marsha P. Johnson | Otoja Abit                   | Marius Clarén        |
| Hans Keller       | Wilson Gonzalez Ochsenknecht |                      |
| Queen Tooey       | Richard Jutras               | Lutz Mackensy        |
| Terry             | Yan England                  | Tobias Nath          |

## Rezeption
Nachdem erste Ausschnitte aus dem Film gezeigt wurden, gab es vor allem auf amerikanischen Webseiten Kritik. Die Kritiker vermissen Vielfalt in den sexuellen Orientierungen und Ethnien. Weil diese ersten Bilder keine Schwarzen oder Transsexuellen zeigten, befürchtete man, „der Film könne so nur wenig authentisch werden und das Ganze sähe eher aus, wie eine Episode aus Glee statt wie ein historisches Ereignis“.
Bereits nach Veröffentlichung des Trailers riefen Aktivisten zum Boykott auf. Eine Online-Petition erhielt Zehntausende Unterschriften.
Jan Künemund kritisierte im Freitag, dass verzweifelt „mit den Formeln des Erzählkinos eine queere Position in eine heteronormative Passform gepresst“ werden solle. Die Trans-Freunde des Protagonisten Danny dienten nur als dessen Stichwortgeber und schwuler Sex werde in „grotesken Prostitutionsszenen erzählt“.
Im Hinblick auf die von Aktivisten gemachten Vorwürfe empfahl Wolfgang Höbel von Spiegel Online dem deutschen Kinobesucher, den Film freundlich als „einen Akt der Liebe“ zu bestaunen, von der man wisse, „dass sie manchmal krumme Wege geht“. Höbel bezeichnete den Film  als einen „wirklich schnuckelsüßen Historienfilm“, der von Mut zum Kitsch, der Lust an klaren Bekenntnissen und von einer stolzen erzählerischen Schlichtheit zeuge.
Christian Horn kommt bei Filmstarts.de zu einem ähnlichen Schluss: „Natürlich ist der Film keine messerscharf-ungeschönte Analyse, stattdessen zimmert der Regisseur ein routiniertes Hochglanzdrama, in dem er die gesellschaftliche Stimmung von damals mit einfachen Mitteln vereindeutigt. Er setzt die queere Emanzipation explizit für ein Mainstream-Publikum in Szene, Stonewall ist eben auch ein Film für Zuschauer, die womöglich nicht einmal wissen, auf welches Ereignis der Christopher Street Day Bezug nimmt. So gesehen leistet Emmerich Aufklärungsarbeit und wirbt auf seine Art für die Gleichstellung queerer Lebensentwürfe – und genau das ist es doch, was die Lesben- und Schwulenbewegung von Anfang an wollte.“

## Soundtrack
Der Original-Soundtrack zum Film Stonewall wurde am 25. September 2015 veröffentlicht.
Titelliste des Soundtracks
1. I Say A Little Prayer – Stingray Music
2. Crackerjack – Richard Marks
3. It Ain’t Fair, But It’s Fun – The Fabulous Originals
4. Reach to the Moon – Lionel Wendling und Susi Gott
5. Feel It in Your Bones – Directory
6. City In the Rain – Leaves of Grass
7. Cast the First Stone – Jay Ramsey
8. Shadow of a Memory – The Silver Stars
9. Stop That Calling – The Silver Stars
10. Make Believe World – Sandy Szigeti
11. Something in the Air – Thunderclap Newman
12. Art News – Michel Gaucher und Andre Paul Charlier
13. It’s Your Thing – The Isley Brothers
14. Blue Eyes – Jose Le Gall
15. My Mind Goes High – M.C. 2
16. Just Be Yourself – The Pretenders
17. Venus – Shocking Blue
18. A Whiter Shade of Pale – Procol Harum
19. Show Me What You Got – Frank Williams & The Rocketeers
20. Amor Do Carnaval – Letizia Felicite Morelli und Gerard Gueudin
21. Bucolique – Maurice Jeanjean und Georges Tzipine
22. I Need a Guy – The Lovettes
23. Another Lover – Richard Myhill
24. Barber of Seville (Una Voce Poco Fa) – Gioacchino Rossini
25. Rigoletto – Caro Nome (1. Akt) – Giuseppe Verdi
26. All I Want to Be – Daniel Edwardson
27. Uptown Baby – Josh Phillips und Matthew Moore
28. Androgyny – Dominic Evans and Raymond Watts
29. Magenta Nights – Harald Kloser and Thomas Schobel
30. Please Come Back – Harry Caldwell
31. I’ll Take You There – The Staple Singers